# Hofterups landskommun
Hofterups landskommun var en tidigare kommun i dåvarande Malmöhus län.

## Administrativ historik
Kommunen bildades i Hofterups socken i Harjagers härad i Skåne när 1862 års kommunalförordningar trädde i kraft.
Vid kommunreformen 1952 uppgick kommunen i Löddeköpinge landskommun som 1974 uppgick i Kävlinge kommun.